# 신오쓰역
신오쓰역(일본어: 新大津駅、しんおおつえき)(영어: Shin-ōtsu Station)은 가나가와현 요코스카시 오쓰초 4초메에 있는, 게이힌 급행 전철 구리하마 선의 철도역이다. 구리하마 선을 운행하는 영업 열차는 모두 정차한다. 역번호는 KK65.

## 역 구조
상대식 승강장 2면 2선을 가진 지상역이다.
| 1 | ■구리하마 선 하행 | 게이큐 구리하마·미사키구치 방면 |
| 2 | ■구리하마 선 상행 | 요코스카 중앙·요코하마·시나가와 방면 ○ 도쿄 도 교통국 아사쿠사 선 니혼바시·아사쿠사·오시아게 방면 게이세이 전철 아오토·게이세이 다카사고 방면 |

## 역 주변
주변은 주로 주택지이다. 게이힌 급행 전철 본선의 게이큐 오쓰 역이 가까워 버스 노선 연장도 없기 때문에 역세권은 좁다.
- 가나가와 현립 요코스카 오쓰 고등학교
- 요코스카 시립 오쓰 중학교
- 요코스카 시립 오쓰 소학교, 네기시 소학교
- 오쓰 공원
- 일본 국도 134호선

## 역사
이 지역과 가나가와 현 학무과에서 “요코스카 고등 여학교(현 현립 요코스카 오쓰 고등학교) 앞에 역을 설치했으면 좋겠다”는 청원으로 세워졌다.
- 1942년 12월 1일 - 도쿄 급행 전철(다이토큐)에 의해 나루카미(鳴神) 역으로 개업. 나루카미는 당시 일본군이 점령하고 있던 키스카섬(알류샨 열도)의 일본식 이름이다.
- 1948년 2월 1일 - 신오쓰 역으로 개칭.
- 1948년 6월 1일 - 게이힌 급행 전철이 발족, 게이힌 급행 전철의 역이 된다.
- 1954년 6월 15일 - 히나타역 전후가 복선화.
- 1999년 7월 20일 - 쾌특 정차역이 된다.
- 2007년 4월 - 현 역사를 개축하고 엘리베이터 설치.

## 갤러리

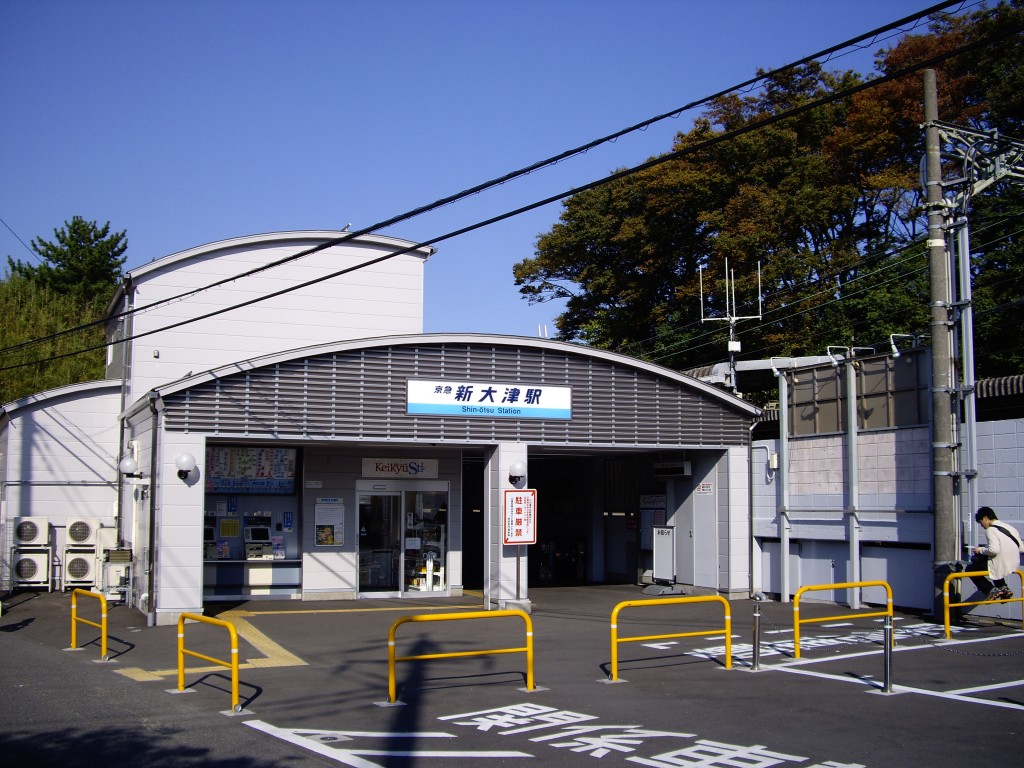
2007년 역사
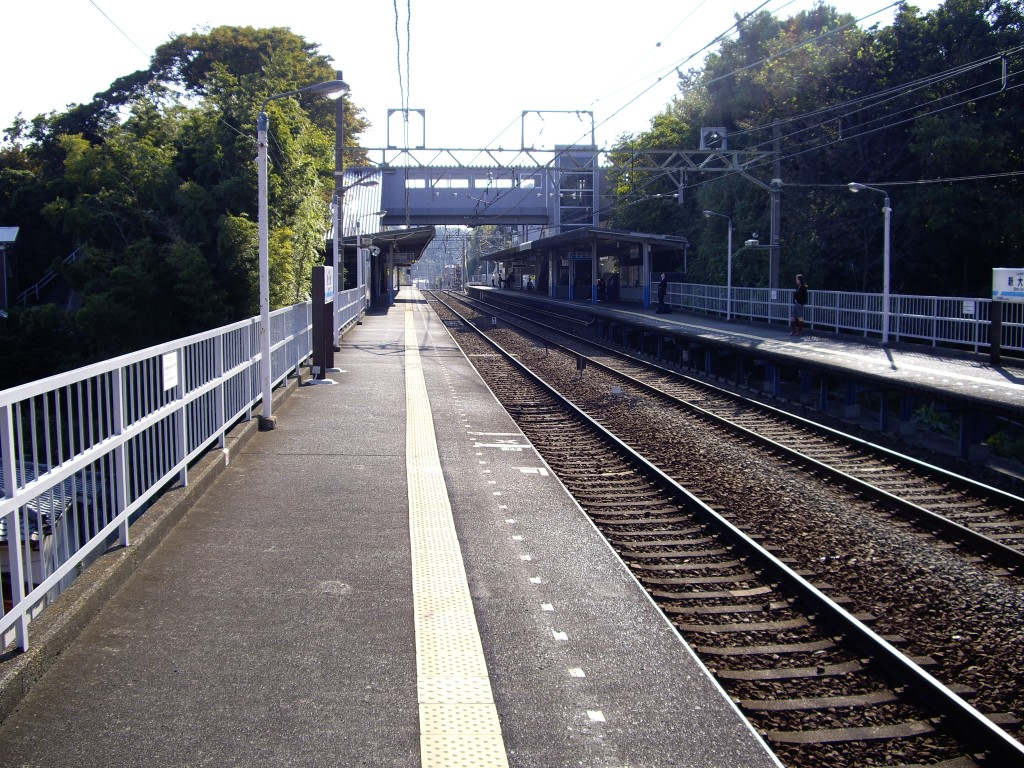
2007년 승강장

## 인접역
| 게이힌 급행 전철 ■ 구리하마 선  | 게이힌 급행 전철 ■ 구리하마 선 | 게이힌 급행 전철 ■ 구리하마 선         |
| ------------------------------- | ------------------------------ | -------------------------------------- |
| KK61 호리노우치 방면            | 쾌특・특급                     | KK66 기타쿠리하마 미사키구치 방면      |
| KK61 호리노우치 호리노우치 방면 | 보통                           | KK66 기타쿠리하마 게이큐 구리하마 방면 |